# The Innocents (serie televisiva)
The Innocents è una serie televisiva britannica di genere paranormale creata da Hania Elkington e Simon Duric. La serie è stata annunciata ufficialmente il 15 febbraio 2018.
La serie è composta da otto episodi che sono stati pubblicati a livello globale il 24 agosto 2018 su Netflix, in tutti i territori in cui il servizio streaming è disponibile. 
Farren Blackburn e Jamie Donoughue hanno diretto la serie, che è stata girata in Gran Bretagna e Norvegia, mentre Carly Paradis ha composto la musica per la serie.

## Trama
La serie racconta la storia d'amore che ruota attorno a due adolescenti, Harry e June, che scappano dalle loro famiglie per stare insieme. In seguito, vengono gettati in un viaggio alla scoperta di sé, che mette alla prova il loro amore. Oltre a questo, i loro rispettivi doni straordinari finiscono per scatenare potenti forze, che hanno intenzione di dividerli per sempre.

## Personaggi e interpreti

### Principali
- June McDaniel (stagioni 1-in corso), interpretata da Sorcha Groundsell, doppiata da Margherita De Risi.
- Harry Polk (stagioni 1-in corso), interpretato da Percelle Ascott, doppiato da Stefano Broccoletti.
- John McDaniel (stagioni 1-in corso), interpretato da Sam Hazeldine, doppiato da Riccardo Rossi.
- Christine Polk (stagioni 1-in corso), interpretata da Nadine Marshall.
- Steinar (stagioni 1-in corso), interpretato da Jóhannes Hauker Jóhannesson, doppiato da Emiliano Reggente.
- Elena Askelaand (stagioni 1-in corso), interpretata da Laura Birn, doppiata da Stella Musy.
- Runa Gundersen (stagioni 1-in corso), interpretata da Ingunn Beate Øyen, doppiata da Fabrizia Castagnoli.
- Ryan McDaniel (stagioni 1-in corso), interpretato da Arthur Hughes, doppiato da Davide Perino.
- Bendik "Ben" Halvorson (stagioni 1-in corso), interpretato da Guy Pearce, doppiato da Francesco Prando.

### Ricorrenti
- Sigrid (stagioni 1-in corso), interpretata da Lise Risom Olsen.
- Lewis Polk (stagioni 1-in corso), interpretato da Philip Wright.
- Kam (stagioni 1-in corso), interpretata da Abigail Hardingham.
- Welly (stagioni 1-in corso), interpretato da Ben Rose.
- Alf (stagioni 1-in corso), interpretato da Trond Fausa, doppiato da Stefano Billi.
- AZ (stagioni 1-in corso), interpretato da Alex Williams.
- Doug Squirries (stagioni 1-in corso), interpretato da Jason Done.

## Episodi
| Stagione       | Episodi | Pubblicazione UK | Pubblicazione Italia |
| -------------- | ------- | ---------------- | -------------------- |
| Prima stagione | 8       | 2018             | 2018                 |

## Accoglienza
La serie è stata accolta positivamente dalla critica. Sull'aggregatore di recensioni Rotten Tomatoes ha un indice di gradimento del 75% con un voto medio di 6,75 su 10, basato su 12 recensioni. Il commento del sito recita: "Una sincera - anche se un po' semplice - storia d'amore soprannaturale, il meandro lunatico di The Innocents lascia una prima impressione soddisfacente". Mentre su Metacritic ha un punteggio di 71 su 100, basato su 8 recensioni.